# Latin metal
Le latin métal, ou métal sud américain (espagnol : heavy metal en español), est un sous-genre musical de heavy métal aux origines, influences et à l'instrumentation typiquement latino-américaines comme des paroles en espagnol et des percussions latines.

## Histoire
Le terme est utilisé pour la première fois par Robert Christgau, qui décrit la musique de Carlos Santana des années 1970 de « pop latino-américain », ce qui l'amènerait à être le premier précurseur du genre. Le latin metal émerge dans les années 1970 et 1980 dans certains pays d'Amérique du Sud, inspiré par les scènes heavy metal et heavy rock grandissantes en provenance d'Europe et des États-Unis. Il profite donc d'une « explosion latino » aux États-Unis dans les années 1990. Pendant les années 1990, les sociétés de disque profitent de la popularité de la pop latino, comme le démontrent la compilation Metalo des groupes du label Grita! Records, qui inclut des chansons d'Ill Niño et Puya, et des groupes des années 1990 comme Sepultura et Soulfly sont cités comme les pionniers du genre. Aux États-Unis, Ill Niño est probablement le groupe le mieux connu du genre ; leurs deux premiers albums les propulsent dans un succès commercial et leurs chansons sont fréquemment diffusées à la radio dans la région de San Antonio.